# Мелвил (остров, Канада)
Мелвил (на английски: Melville Island) е остров на Канада. Географският център на острова се намира на 75°30′ с. ш. 111°30′ з. д. / 75.5° с. ш. 111.5° з. д.. Островът е необитаем и е с площ от 42 149 км2. Островът е 7-и по големина в Канадския арктичен архипелаг, 8-и в Канада и 33-ти в света. Административно е част от Северозападните територии (западната част) и Нунавут (източната част на острова). Границата между двете преминава по 110-и западен меридиан.

## География

### Географско положение
Островът се намира в северозападната част на Канадския арктичен архипелаг и е най-голям в архипелага Пари. Дължината на бреговата му линия е 3107 км. Протокът Байам Мартин, с ширина 36 км, отделя остров Мелвил от островите Александър, Месие и Вание (от групата о-ви Батърст) на изток, а 27-километровият проток Байам – от остров Байам Мартин на югоизток. На юг широкият 122 км проток Вайкаунт-Мелвил го отделя от островите Виктория и Стефансон, а на югозапад протока Макклур (ширина 102 км) – от остров Банкс. На запад протока Келет го отделя от остров Еглинтън, а на северозапад 23-километровия проток Фицуилям – от остров Принц Патрик. На север остров Мелвил се отделя с 26-километров проток от остров Емералд, а широкия проток Хейзен го отделя от остров Макензи Кинг.
Максималната дължина на острова от запад (нос Ръсел, 75°15′ с. ш. 117°40′ з. д. / 75.25° с. ш. 117.666667° з. д.) на изток (75°41′ с. ш. 105°21′ з. д. / 75.683333° с. ш. 105.35° з. д.) съставлява 340 км, а от север (нос Джордж Ричардс, 76°51′ с. ш. 108°45′ з. д. / 76.85° с. ш. 108.75° з. д.) на юг (нос Провидънс, 74°24′ с. ш. 112°59′ з. д. / 74.4° с. ш. 112.983333° з. д.) – 212 км.

### Брегова линия
Остров Мелвил има изключително неправилна форма, сформирана от няколко големи полуострови и заливи. От север, дълбоко в острова се вклинява широкия залив Хекла енд Грайпер, а от югозапад, осеяният с множество фиорди залив Лидон. Тези два големи залива придават на острова характерната му форма и създават три полуострова: на североизток п-ов Сабин, на юг п-о Дъндас и на северозапад, силно разчлененият и назъбен от множество по-малки заливи и фиорди безименен полуостров. Там най-големия залив е Перчас, а по южното крайбрежие заливите Скин, Бриджпорт, Уинтър и други.

### Релеф, води и полезни изкопаеми
Като цяло островът може да се раздели на три характерни географски зони: югозападно плато, централна планинска част и равнинен североизток. В западната част на острова се издига невисоката планина Блу Хилс с максималната височина на острова от 755 м. На п-ов Сабин се издига възвишението Сейнт Арно Хилс с височина 250 – 300 м, а в най-източната част – възвишението Уолкър Болдуин.
Реките на острова са къси, но през краткото арктическо лято пълноводни. Има множество малки езера. На и във водите около п-ов Сабин са открити големи находища (Дрейк Пойнт и Хекла) на природен газ, които предстоят да се разработват.

### Климат, растителност и животински свят
Средната януарска температура е от -35 до -40 °C, а средната юлска – от 0 до 10 °C, и островът се смята за едно от най-студените и ветровити места в Северна Америка. Поради отдалечеността на острова от открити водни басейни валежите (99% от сняг) са оскъдни – под 100 мм годишно. Снежната покривка е оскъдна и на острова липсват ледници.
Съчетанието на силни ветрове и ниски температури правят условията за живот изключително трудни. През краткото лято каменистата повърхност на острова се покрива с оскъдна тревиста растителност, включително и редица цветя – арктически мак, каменоломка и други. обширни пространства са покрити с мъхове и лишеи, растящи на постоянно преувлажнената тундрово-блатна почва.
Животинският свят, както и на останалите острови от Канадския арктичен архипелаг е представен от бели мечки, вълци, лисици, зайци, леминги, елени карибу и малко количество мускусни бикове.

## Откриване и изследване на острова
- 1819 – 1820 – Уилям Едуард Пари, Фредерик Уилям Бичи, Френсис Крозиър, Джеймс Кларк Рос, Едуард Сабин – Откриване на протока Вайкаунт-Мелвил (между островите Мелвил на север и Виктория на юг), протока Байам (между островите Мелвил на запад и Байам Мартин на изток) и южното крайбрежие на остров Мелвил (1819). (При откриването си островът е наименуван в чест на Робърт Дъндас, 2-ри виконт Мелвил, като впоследствие името Дъндас се запазва само за южния полуостров на острова); Изследване на централната част на остров Мелвил, откриване на залива Лидон (на югозападното крайбрежие на острова, северно от п-ов Дъндас); п-ов Сабин (76°25′ с. ш. 109°15′ з. д. / 76.416667° с. ш. 109.25° з. д., северната част на острова и залива Хекла енд Грайпер (111º 10` з.д.). Изследване на планинския п-ов Дъндас и провлака (широк около 40 км) между заливите Хекла енд Грайпер на север и Лидон на юг в централната част на острова (1820).
- 1850 – 1851 – Френсис Макклинток – Пресичане на протока Байам (между остров Байам Мартин на изток и Мелвил на запад) и достигане до източното крайбрежие на острова.
- 1852 – Ричард Колинсън – Изследване на п-ов Дъндас (най-южната част на остров Мелвил).
- 1853 – Хенри Келет, Френсис Макклинток, Джордж Мийкам, Джордж Хенри Ричардс – Откриване и картиране на северозападното крайбрежие на острова и протоците Фицуилям (между Мелвил на югоизток и Принц Патрик на северозапад) и Келет (между Мелвил на изток и Еглинтън на запад) (Хенри Келет); Откриване и картиране на западното крайбрежие на остров Мелвил (Френсис Макклинток); Откриване и картиране на южния бряг на острова (Джордж Мийкам); Пресичане от изток на запад на протока Байам Мартин, изследване източната част на остров Мелвил и картиране на п-ов Сабин в северната част на острова (Джордж Хенри Ричардс).

|  | Тази страница частично или изцяло представлява превод на страницата „Мелвилл (остров, Канада)“ в Уикипедия на руски. Оригиналният текст, както и този превод, са защитени от Лиценза „Криейтив Комънс – Признание – Споделяне на споделеното“, а за съдържание, създадено преди юни 2009 година – от Лиценза за свободна документация на ГНУ. Прегледайте историята на редакциите на оригиналната страница, както и на преводната страница, за да видите списъка на съавторите. ВАЖНО: Този шаблон се отнася единствено до авторските права върху съдържанието на статията. Добавянето му не отменя изискването да се посочват конкретни източници на твърденията, които да бъдат благонадеждни. |